# Columba trocaz
La paloma de Madeira (Columba trocaz) es una especie de ave columbiforme de la familia Columbidae. Es un endemismo de la isla de Madeira, donde se le conoce como pombo torcaz; sólo habita en los bosques de laurisilva; está, por tanto, estrechamente emparentada con las palomas canarias (paloma turqué y paloma rabiche). Esta no debe ser confundida con la paloma torcaz (Columba palumbus).